# Moon Jae-in
Moon Jae-in (문재인?, Mun Jae-inLR, Mun Chae-inMR, pron.:  [mun.dʑɛ.in]; Geoje, 24 gennaio 1953) è un politico sudcoreano, Presidente della Corea del Sud dal 10 maggio 2017 al 10 maggio 2022.

## Biografia
Figlio di rifugiati nordcoreani, per diversi anni ha esercitato la professione di avvocato specializzato in diritti umani. Candidato alle elezioni presidenziali del 2012 per il Partito Democratico Unito, è stato sconfitto dalla leader del Partito Saenuri, Park Geun-hye. Durante la campagna elettorale, i servizi segreti sudcoreani hanno organizzato una campagna diffamatoria contro di lui per influenzare gli elettori a favore dei conservatori. Il capo dei servizi segreti è stato condannato a quattro anni di prigione nel 2017. Dopo la destituzione per impeachment di Park Geun-hye, si è presentato nuovamente alle elezioni presidenziali del 2017 risultando eletto Presidente dal Paese il 9 maggio 2017; è entrato in carica il giorno successivo.

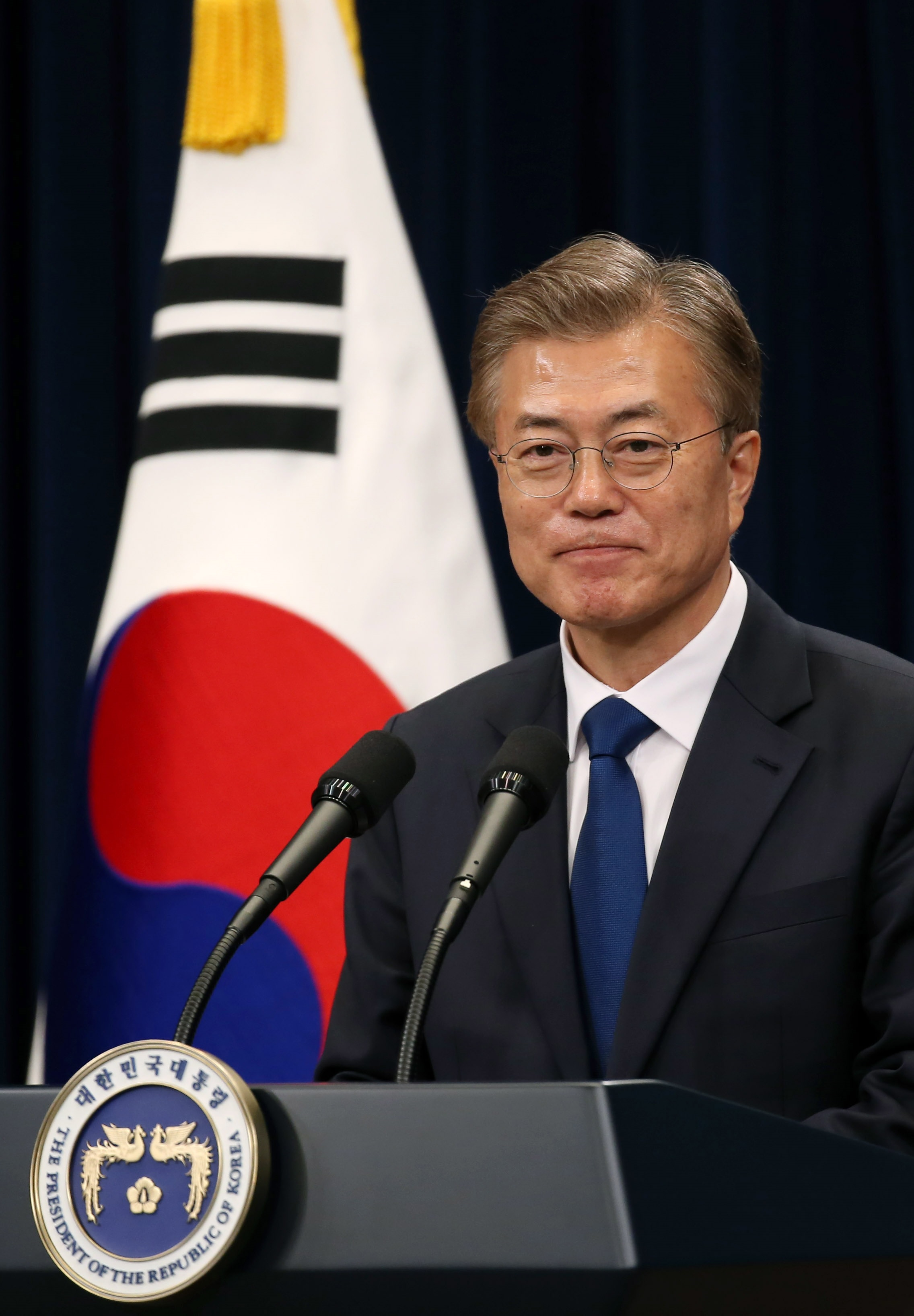
Moon alla sua prima conferenza stampa come Presidente nel 2017

È il secondo presidente cattolico nella storia della Corea del Sud, dopo Kim Dae-jung; il suo nome di battesimo è Timothy. Come capo di Stato ha inaugurato le Olimpiadi e Paralimpiadi di PyeongChang 2018.
Il 27 aprile 2018 durante il Vertice inter-coreano di aprile 2018 Moon è diventato il primo presidente sudcoreano a mettere piede in Corea del Nord, nell'area demilitarizzata, su invito del dittatore nordcoreano Kim Jong-un, che è diventato a sua volta il primo capo di Stato nordcoreano a entrare in Corea del Sud. Nel settembre 2018, Moon è stato invitato a Pyongyang per tre giorni da Kim Jong-un, per un Summit, questa volta, in Corea del Nord.
Il salario minimo è stato aumentato del 16,4% nel 2017. In un rapporto del 2018, la ONG Oxfam ha citato la Corea del Sud come uno dei pochi paesi dell'Asia ad aver fatto sforzi per ridurre la disuguaglianza quell'anno.
Il riavvicinamento intercoreano suscita ampio entusiasmo tra la popolazione sudcoreana: la popolarità di Moon Jae-in ha raggiunto il 68% nell'aprile 2018. D'altra parte, questa apertura è osteggiata da certe organizzazioni evangeliche, che tengono un discorso xenofobo e anticomunista. Il Partito Democratico di Moon Jae-in ha ottenuto una grande vittoria nelle elezioni legislative di aprile 2020, con 163 seggi su 300, e 17 seggi per un partito alleato, in un contesto di alta affluenza alle urne (66,2%, il tasso più alto del paese dal 1992).
Nell'agosto 2021, ha graziato l'ex amministratore delegato del gruppo Samsung, Lee Jae-yong, condannato per corruzione e appropriazione indebita. Mentre questa misura è stata richiesta dalla destra, è controversa all'interno del partito presidenziale. Park Yong-jin, uno dei candidati alle primarie democratiche per le elezioni presidenziali del 2022, lo vede come un "affronto allo stato di diritto", dimostrando che "i ricchi e potenti hanno sempre un risultato favorevole". Nel dicembre 2021 ha anche graziato l'ex presidente conservatore Park Geun-hye, condannata per corruzione e abuso di potere. Questa decisione è stata accolta con freddezza sia dalla destra, che sospetta una "manovra" per indebolirlo a pochi mesi dalle elezioni presidenziali, sia da una parte del campo democratico.